# Slag om Grolle

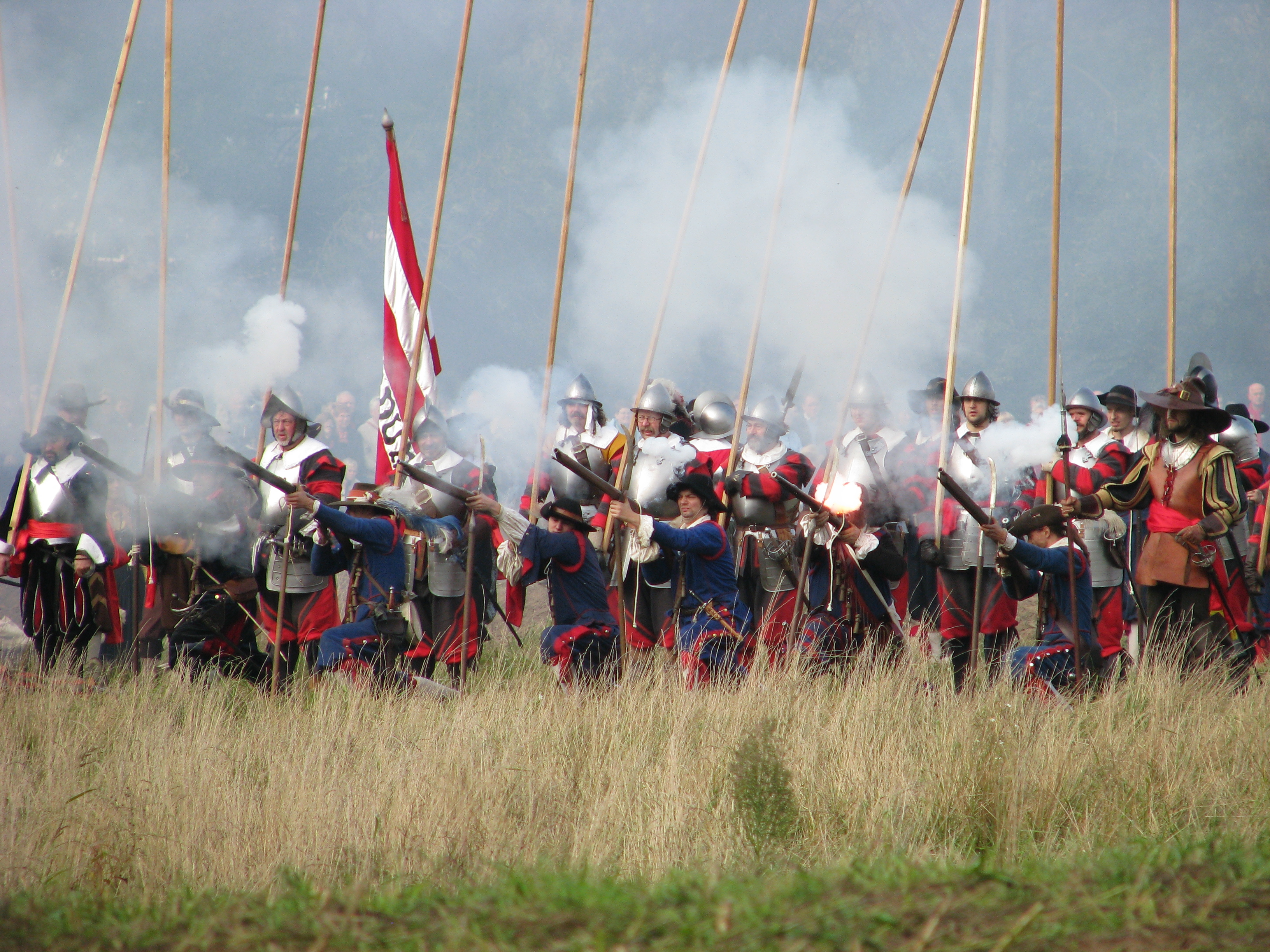
Staatse troepen vuren een salvo

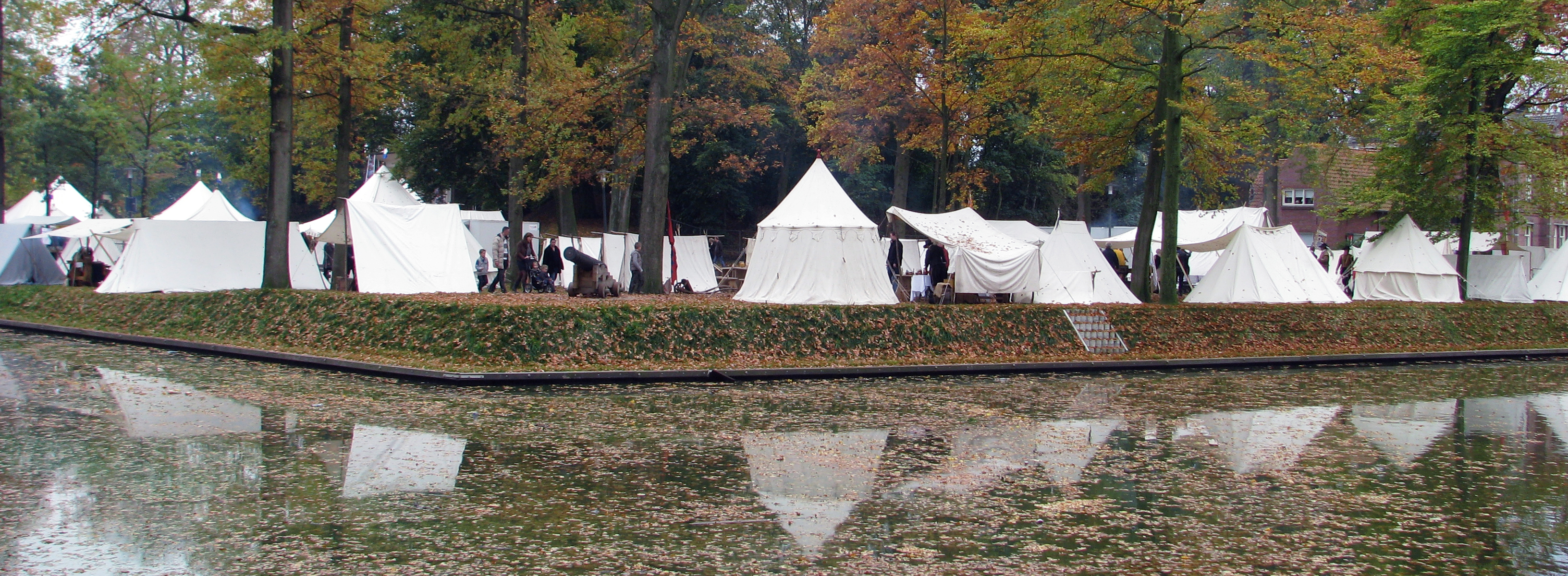
Een kampement langs de gracht in Groenlo

De Slag om Grolle is een terugkerend historisch evenement waarbij het Beleg van Grol door Prins van Oranje van de Republiek der Zeven Verenigde Nederlanden, Frederik Hendrik uit 1627 wordt nagespeeld.

## Evenement
Het evenement speelt zich af in het Achterhoekse Groenlo (vroeger Grol geheten) waarbij grofweg 1500 re-enactors de gebeurtenissen van 1627 nabootsen. De re-enactors houden zich gedurende drie dagen zo goed mogelijk aan de leefomstandigheden van destijds. Ze zijn gedurende drie dagen volledig verstoken van elektriciteit of andere moderne hulpmiddelen en eten voedsel dat gebaseerd is op ouderwetse ingrediënten en wordt bereid op open vuren.
De eerste Slag om Grolle werd in 2005 gehouden. Toen deden meer dan 350 acteurs mee. In 2008 groeide het aantal deelnemende acteurs tot meer dan 600 uit Duitsland, Frankrijk, Engeland, Schotland en Tsjechië en Nederland, inclusief paarden en 21 werkende kanonnen. Het 'Grols Kanon', dat Frederik Hendrik in 1627 heeft achtergelaten, werd hierbij ook gebruikt, bijna 400 jaar na de werkelijke verovering van Groenlo. Onder de soldaten bevonden zich 250 musketiers (tegenover 100 in 2005). In de stad Groenlo werd een 17e-eeuwse sfeer gecreëerd met de aanwezigheid van bedelaars, 'straatschoffies', leprozen, muzikanten en ambachtslieden.

## Bezoekers
De Slag om Grolle van 2008 trok circa 30.000 bezoekers. De Montferlandse folkgroep 'Het Gezelschap' schreef voor de Slag om Grolle van 2008 een themanummer, genaamd 'Grol'. Twee jaar later betraden rond 800 re-enactors het slagveld van 11.000 m2. De ambassadeur van Spanje, Juan Prat y Coll, bracht ook een bezoek. In 2012 vond de Slag om Grolle plaats in een uitzonderlijk warm oktoberweekend, met meer dan 31.000 bezoekers. Het aantal deelnemende re-enactors was wederom toegenomen, naar ongeveer 1200 uit 14 verschillende landen.
In 2015 sloeg de organisatie van de Slag om Grolle de handen ineen met bierbrouwer Grolsch om het 400-jarige jubileum van de brouwerij te vieren. Hiervoor werden in de Oude Calixtuskerk zogenaamde Brouwersmalen gehouden met aansluitend Brouwersfeesten. De binnenstad-activiteiten werden uitgebreid, mede dankzij de inwoners van Groenlo. Het evenement werd weer groter en kon rekenen op 40.000 bezoekers en 1400 re-enactors uit 16 landen, waaronder Amerika. Dat jaar liepen 487 musketiers en 300 piekeniers een contramars op het schootsveld, een wereldrecord.
In 2017 bezocht opnieuw een recordaantal re-enactors het Achterhoekse stadje: 1600 uit 15 verschillende landen zetten er hun tenten op. Ook het aantal Duitse bezoekers nam flink toe. Er werkten 1700 vrijwilligers mee aan het evenement.

## Galerij - Slag om Grolle

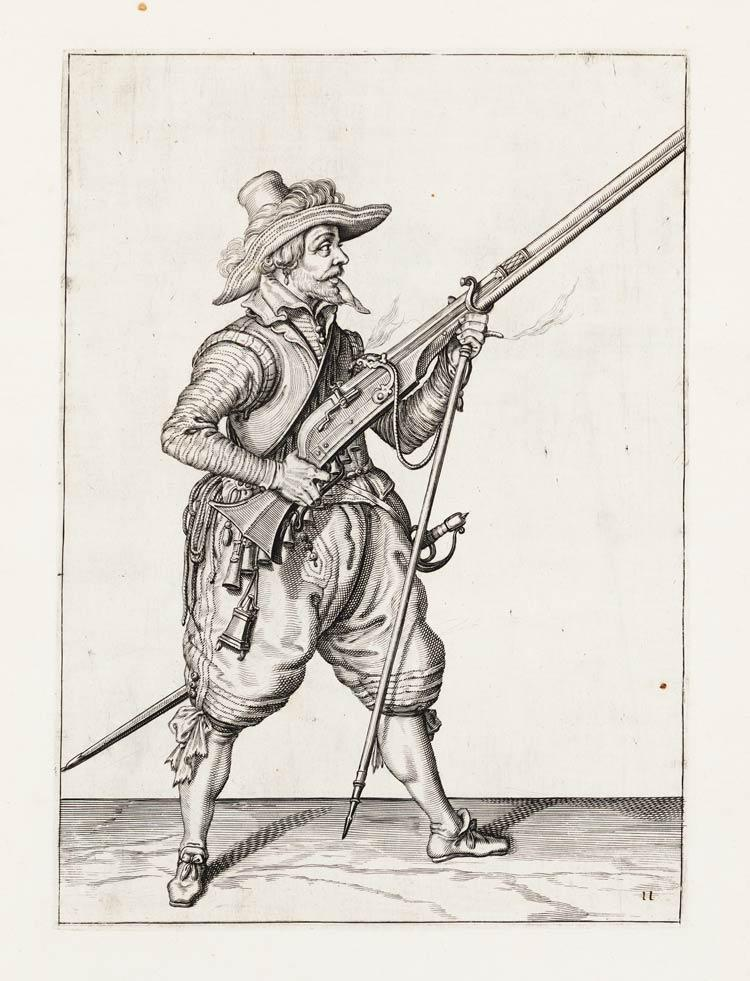
Een 17e-eeuwse musketier
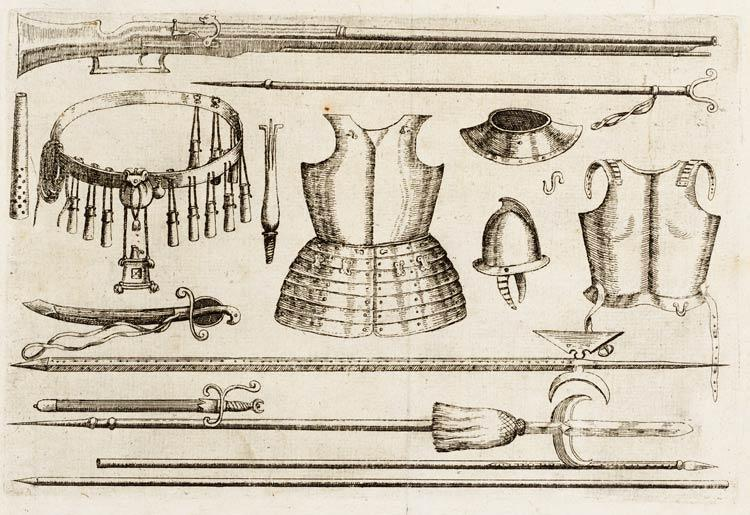
Wapenuitrusting gebruikt in de 17e eeuw, en ook tijdens de Slag om Grolle. Te zien zijn onder andere een kuras, morion, hellebaard, piek, musket met furket, en rapier.
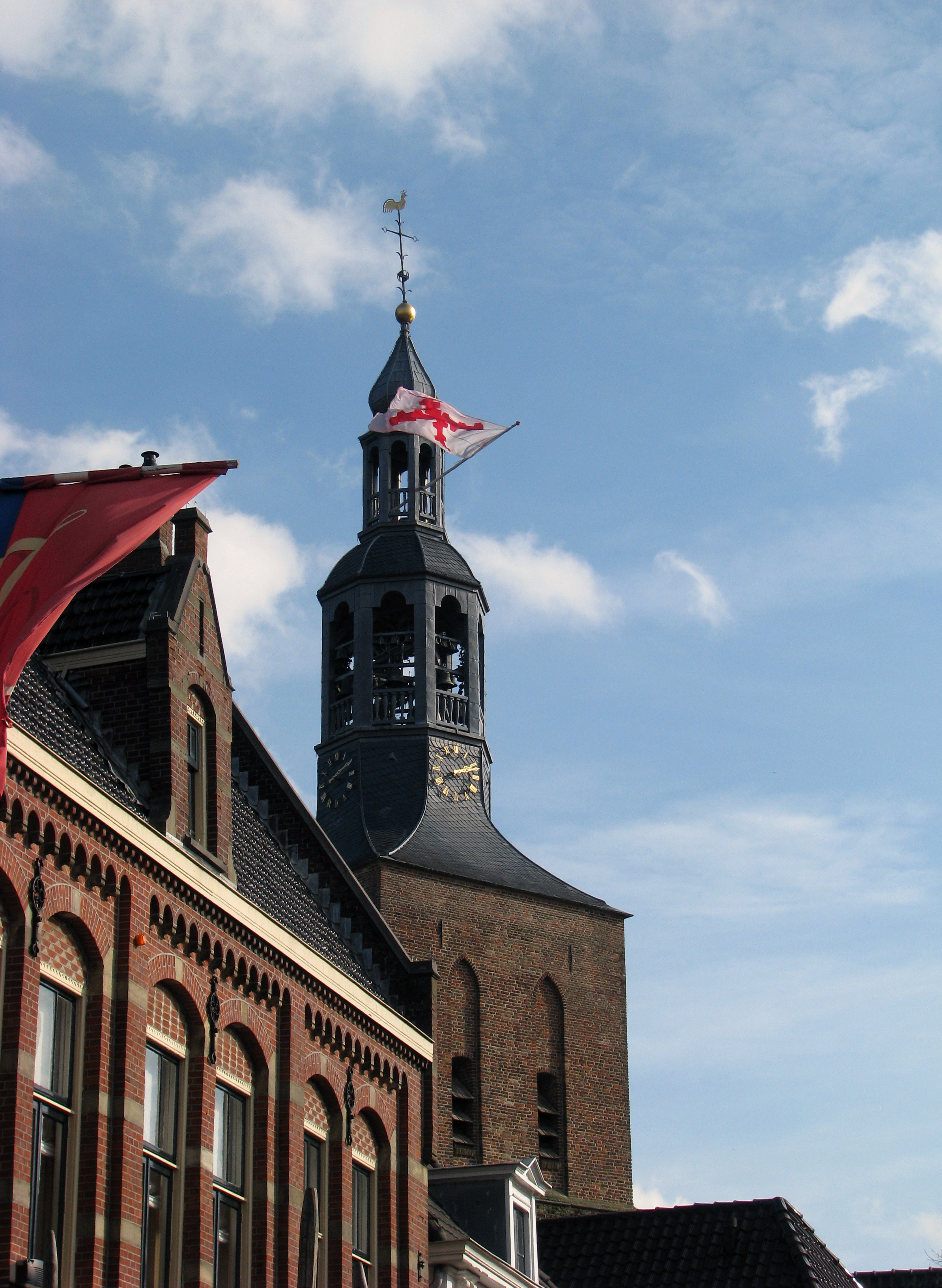
De Spaanse vlag wappert aan de Calixtuskerk, zoals ook in 1627
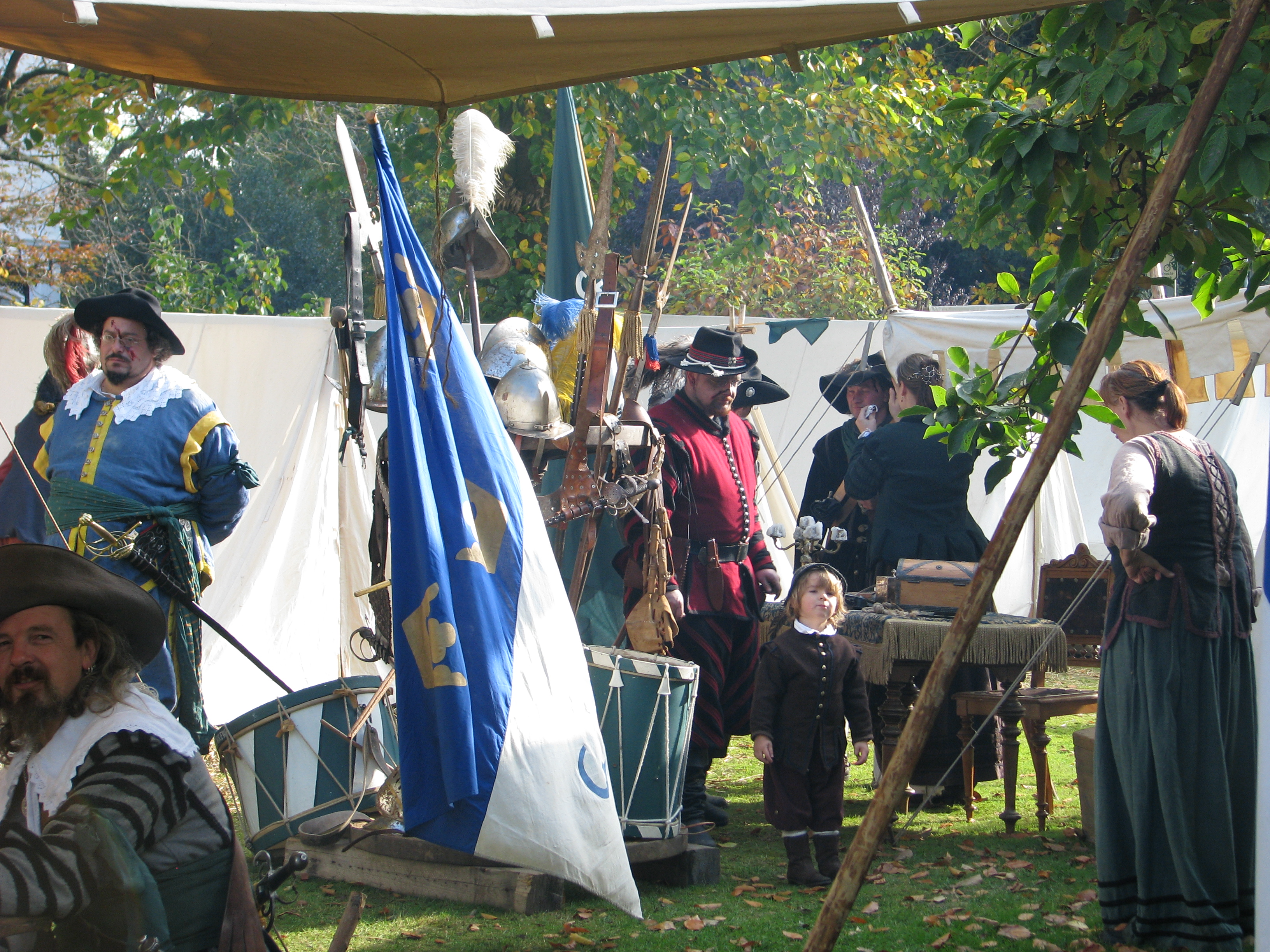
Duitse troepen in hun kampement
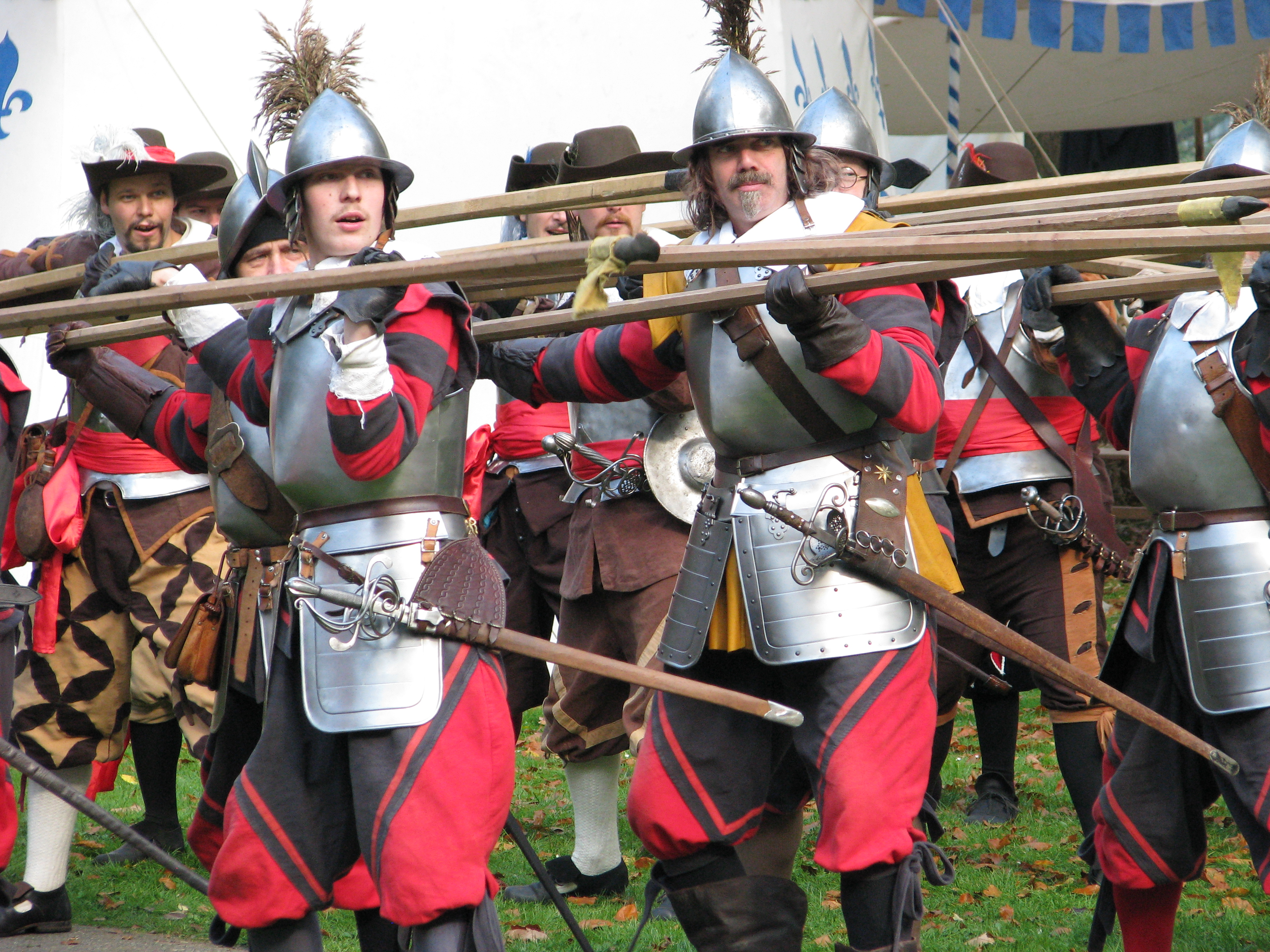
Een eenheid piekeniers doet exercities bij de kampementen
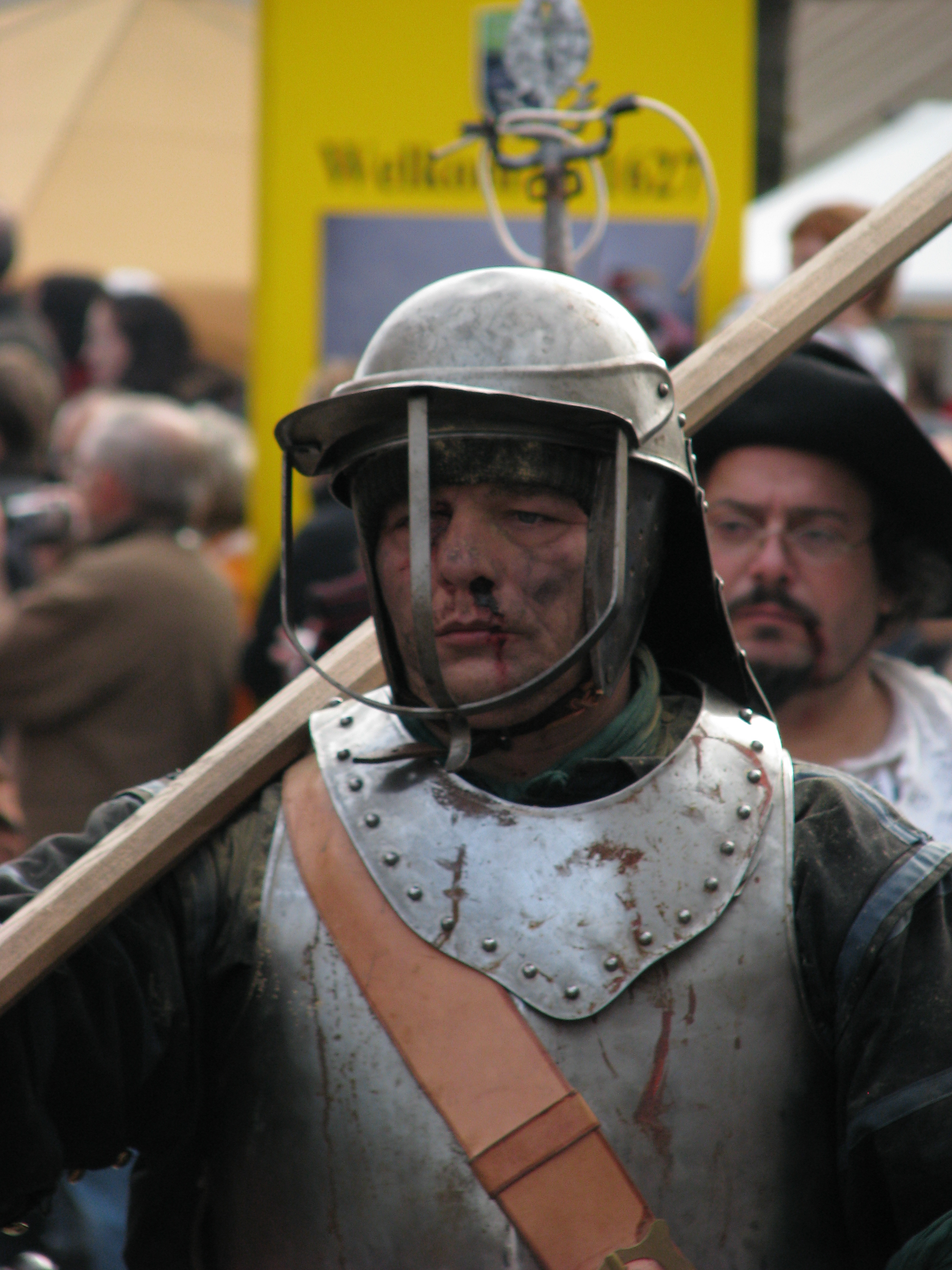
Een piekenier marcheert door Groenlo naar het slagveld
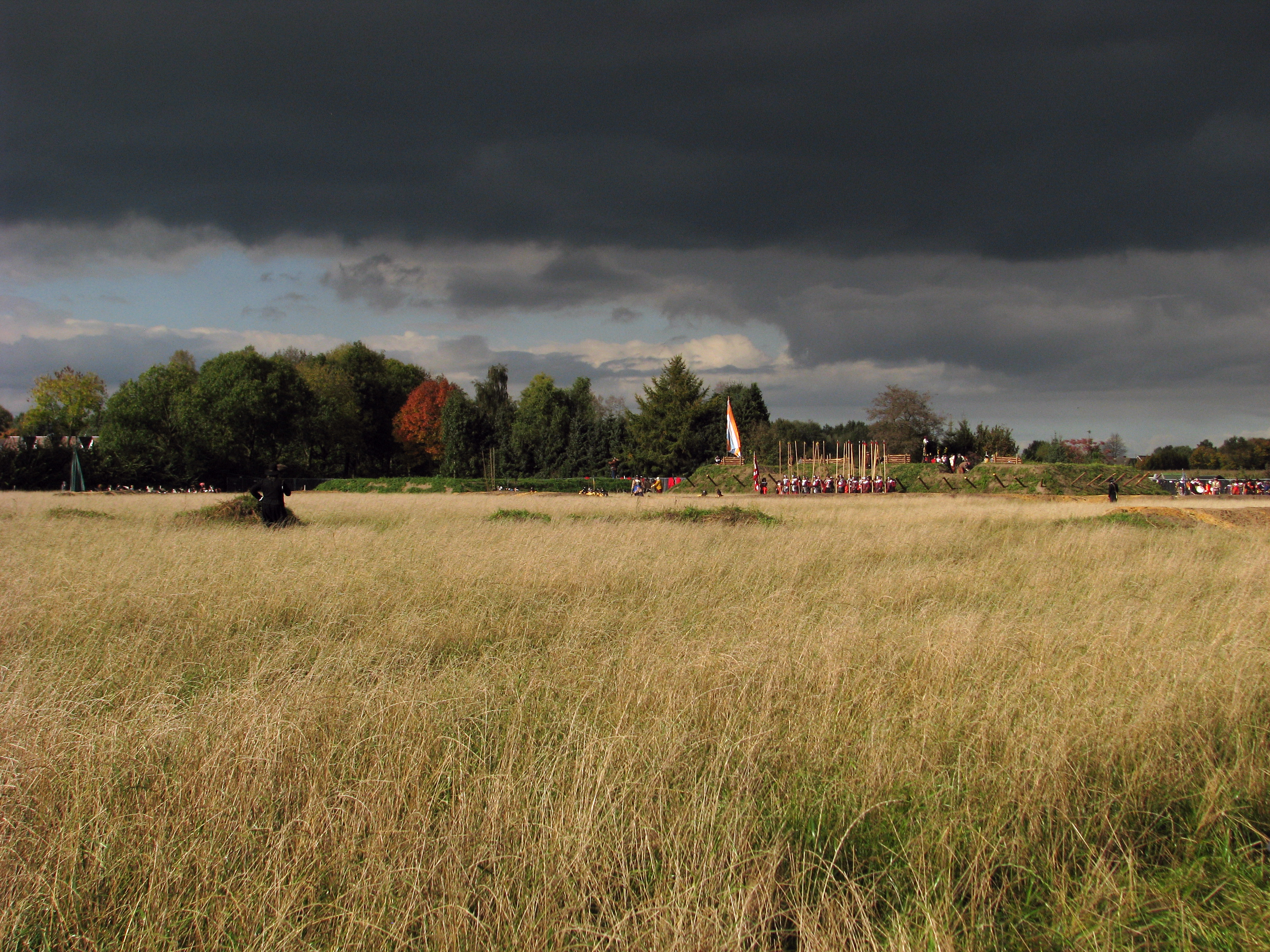
Een onheilspellende lucht vlak voor de slag
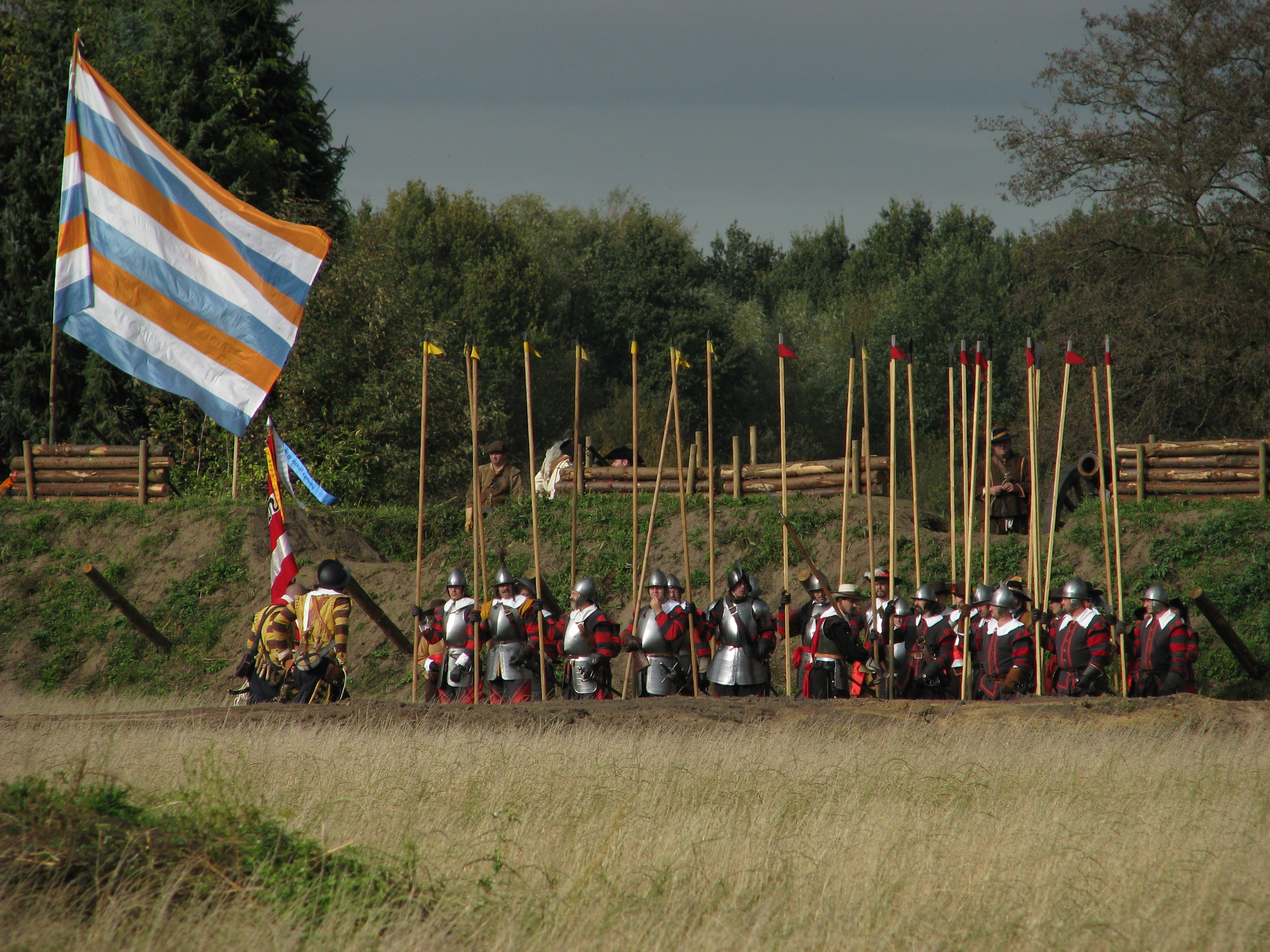
Piekeniers voor een Staatse batterij
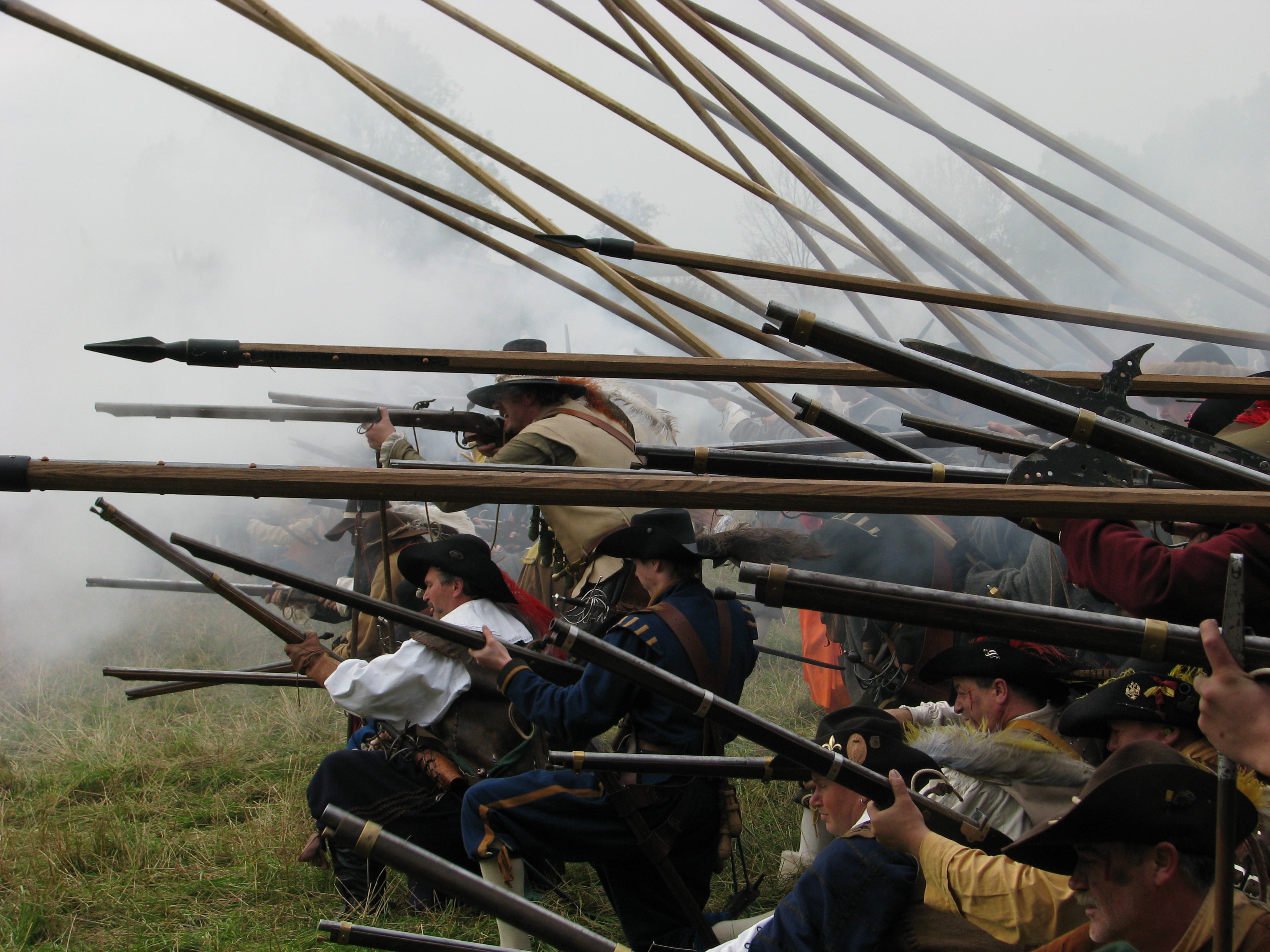
Musketiers en piekeniers in de aanval
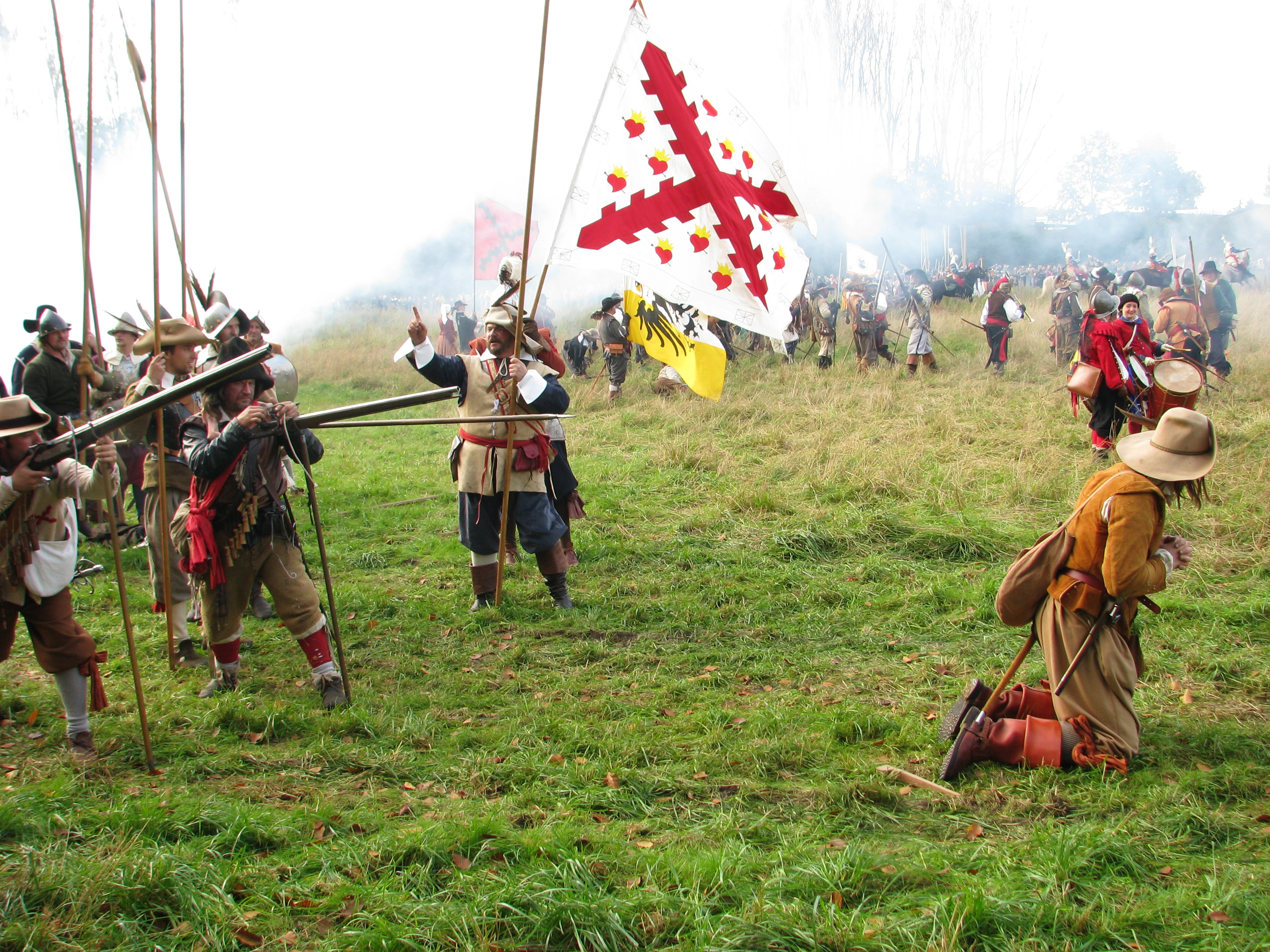
Spaanse soldaten executeren een lafaard
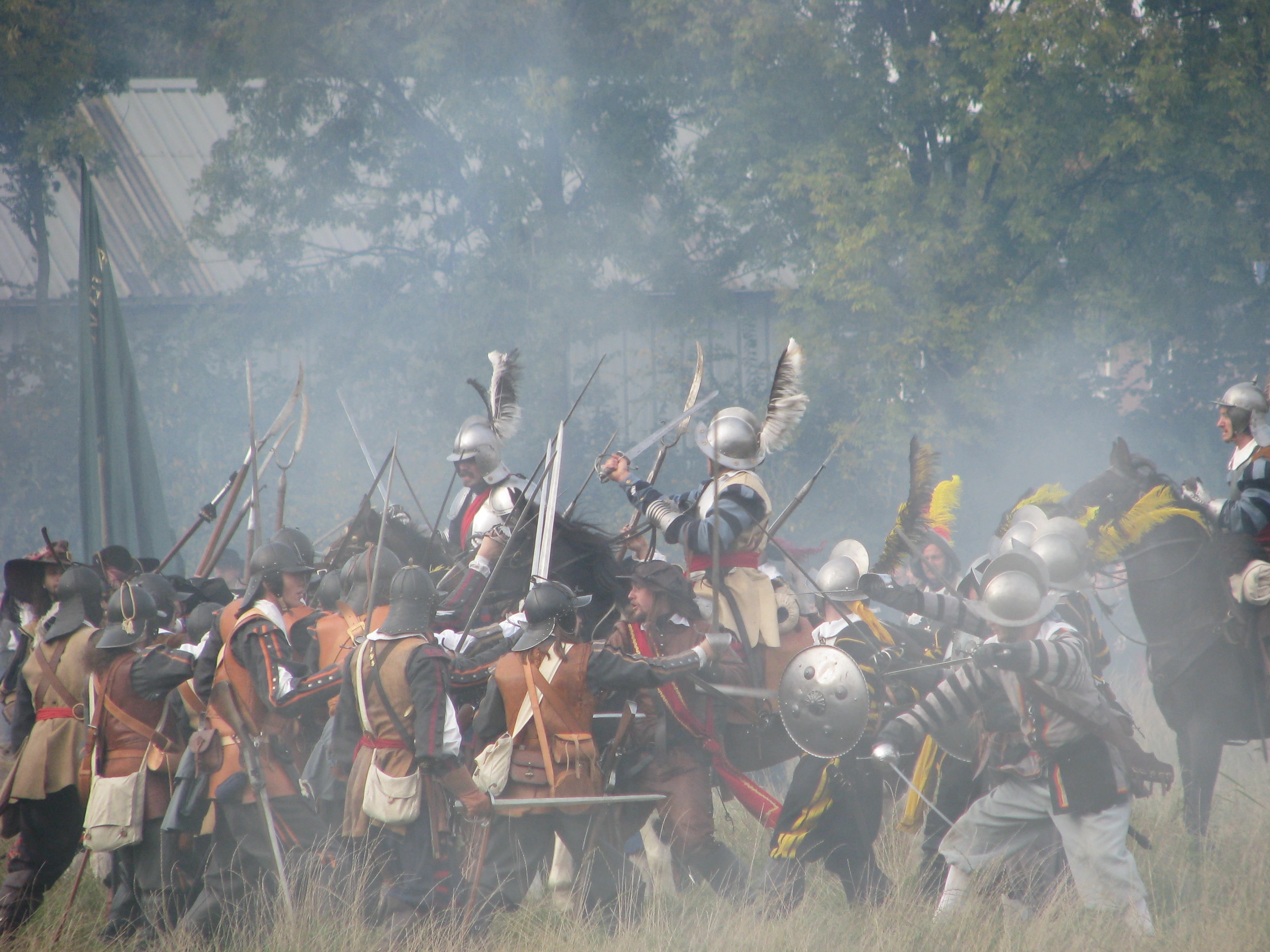
Spaanse ruiters en soldaten slaags met Staatse troepen
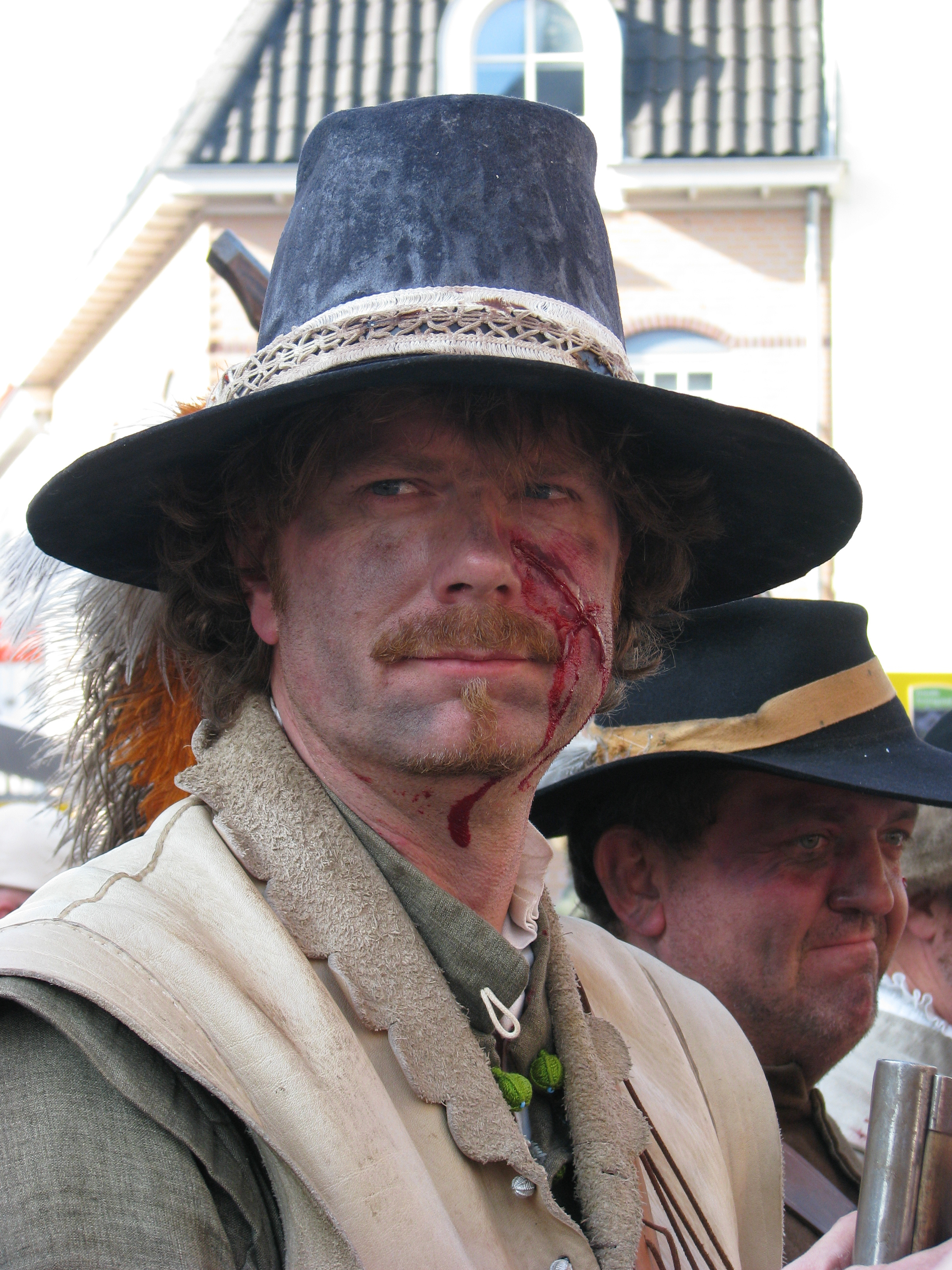
Een gewonde soldaat maakt zich opnieuw klaar voor de strijd
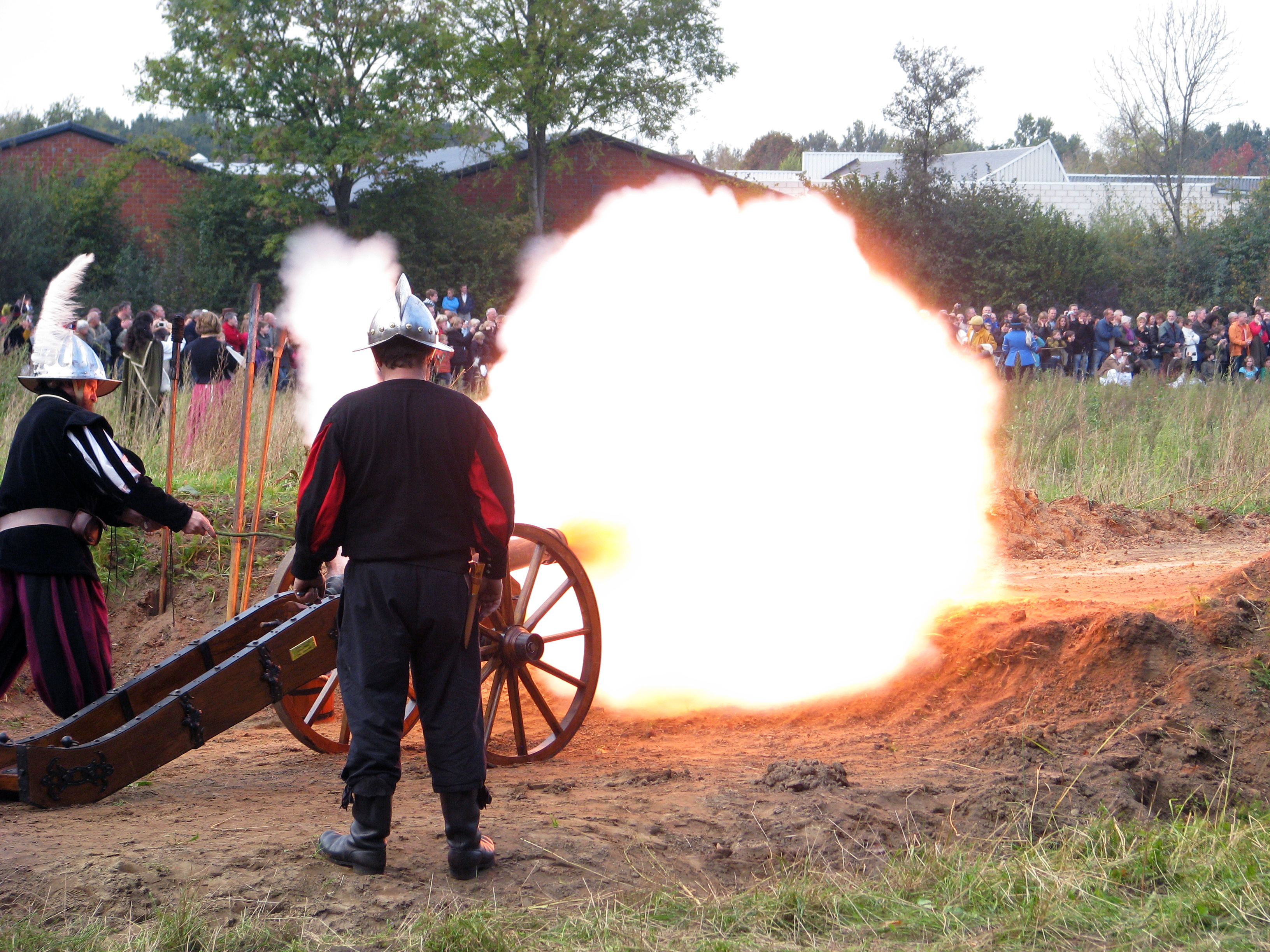
Een kanon vuurt met donder en geweld op de Staatse troepen
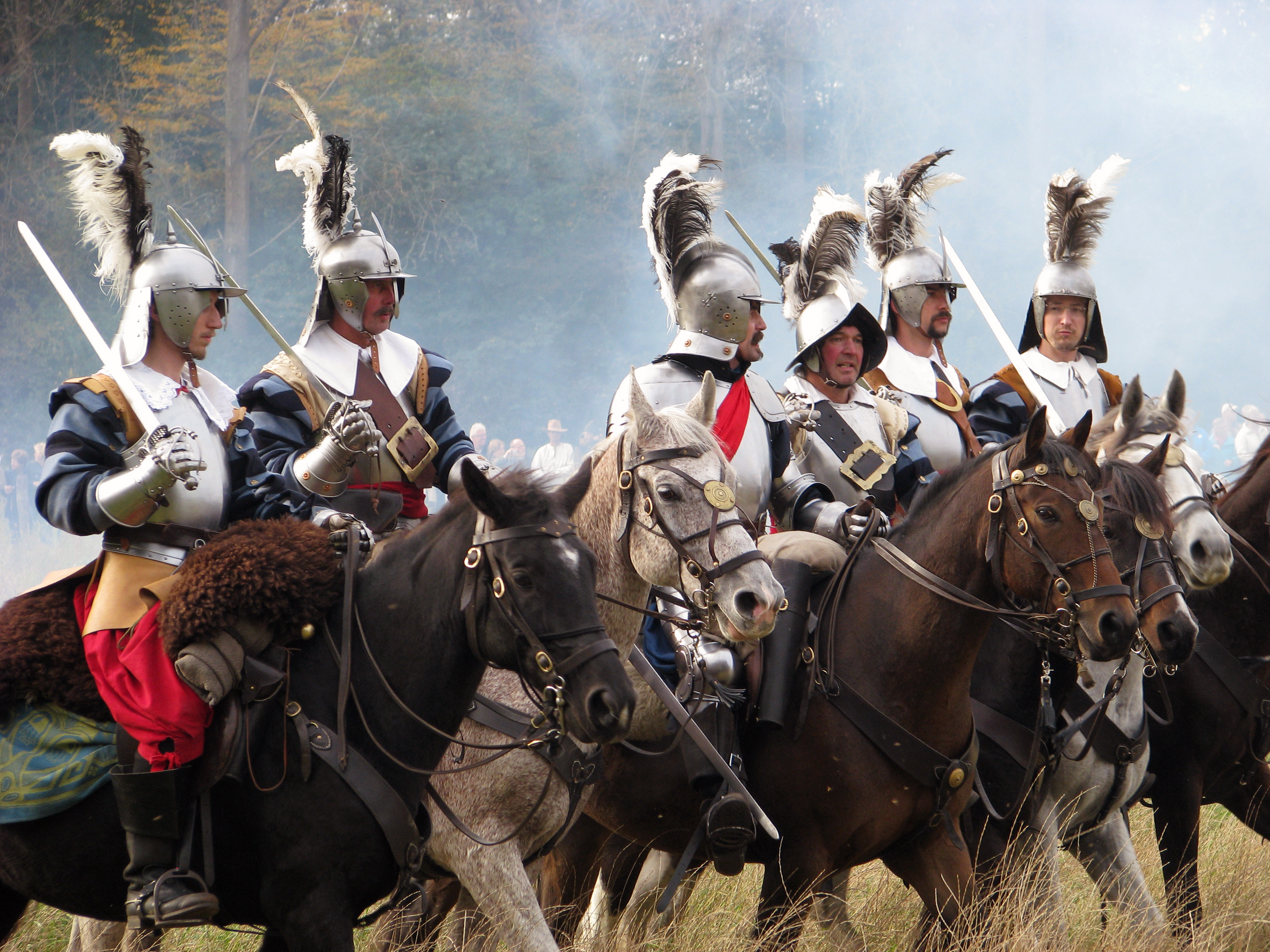
De cavalerie overlegt wat te doen